# Dům na náměstí Republiky čp. 132
Dům na náměstí Republiky čp. 132 (č. orient. 18) je městský řadový dům situovaný v jižní frontě domů na náměstí Republiky v Plzni.

## Historie
Parcela byla zastavěna již v období gotiky a suterén domu je gotický. Nadzemní část domu pochází z období renesance, v 18. století pak byla budova barokně upravena, nejvýraznější změnou byl barokní štít. Další úprava fasády proběhla v roce 1870, kdy byl také přistavěn dvorní trakt domu.
Známými majiteli domu byli:
- kameník Florián Lichtenberger, který dům získal v roce 1670
- soukenická rodina Friedlů – ti dům vlastnili v letech 1683–1766
- zlatník Josef Stekl, vlastníkem 1766–90
- lékárník František Sagner – vlastníkem 1790–1815

Dům je od roku 1958 kulturní památkou.
V roce 1997 proběhla jeho rekonstrukce, v rámci které bylo mj. kamenné zdivo portálu nahrazeno umělým kamenem.

## Architektura
Dům je umístěn na úzké a hluboké středověké parcele, je dvoupatrový, v průčelí trojosý. Střecha domu je sedlová, krytá taškami. V přízemí jsou dva obloukové portály, pravý s klenákem. Nad nimi je profilovaná kordonová římsa. Patra jsou po stranách propojena pilastry, ty pak nesou korunní římsu. Okna – ve druhém patře výrazně menší – jsou vsazena v profilovaných ostěních. Štít domu je dvoupatrový, vyrůstá z atiky a je členěn římsami a pilastry. Jeho zvlněný obrys je završen půlkruhem.
Z původní renesanční podoby domu se v přízemí zachoval valeně klenutý průchod do dvora a v prvním patře některé valené klenby s lunetami. Jinak jsou prostory plochostropé.